# داني أندرسن
داني أندرسن (بالدنماركية: Danny Andersen)‏ (29 يناير 1983 بالدنمارك - ) هو لاعب كرة قدم دانمركي في مركز الهجوم. لعب مع نادي فريماد أماغر ونادي لينغبي ونادي هيليراب وFC Rudersdal ‏ وإف سي هيلسينجور وبولدكلوبن فرم.

## وصلات خارجية
- داني أندرسن على موقع قاعدة بيانات كرة القدم.إي يو (الإنجليزية)